# Кайду ібн Пір-Мухаммед
Кайду ібн Пір-Мухаммед (*д/н — після 1418) — володар Кабула, Кандагару і Газні в 1409—1418 роках.

## Життєпис
Походив з династії Тимуридів. Син Пір-Мухаммеда, намісника Кандагару, Балха, Бадахшану, Кабула та Газні. Про дату народження Кайду немає точних відомостей. 1405 року після смерті аміра Тимура батько Кайду почав боротьбу за владу над державою Тимуридів. 1407 року зазнавши поразки Пір-Мухаммед загинув.
Кайду визнав владу Шахрух Мірзи. 1407 року разом з Аміраком Ахмадом призначається намісником Балху. Проте фактична влада належала атабекам Шамс ад-ДінЩш-Кара і Тавакул Барласу. Тут Кайду став карбувати власні монети.
У червні 1408 року проти Кайду виступив емір Пір-Алі Таз Сулдуз (вбивця Пір-Мухаммеда) вдерся з бадахшану, де мав владу, до Балхської області. Шахрух Мірза негайно відправив допомогу Балху, внаслідок чого Пір-Алізазнав поразки. Невдовзі той був вбитий хазарейцями, що підкорилися Шахруху. За цим Бадахшан було передано Кайду.
Наприкінці 1408 року проти Кайду виступив родич Іскандар-Султан (син Омар-Шейха), відя кого зазнав нищівної поразки. Втратив усе військо й навіть слуг, ледве діставшись Андхуда, щоб був суюргалом (феодом) Саїд-Ахмеда Тархана. 1409 року отримав від Шахруха Мірзи у володіння Кабул, Газні та Кандагару до річки Інд, а в Балхі та Тухарістані залишився Іскандар-Султан. 1411 року при ньому аміром-аль-умаром (командувачем) став Бахлул Барлас, який мав контролювати дії Кайду. Невдовзі останній розкрив змову проти себе Барласа, якого було страчено.
1414 року встановив таємні відносини з делійським султаном Хізр Ханом, який також був васалом Шахрух Мірзи. Взимку 1417/1418 року, коли Шахрух виступив на придушення повстання хазарейців у Великому Кандагарі, Кайду відмовився до нього приєднатися, відступивши до Кабула. В подальшому повів себе не рішуче, не наважившись збройно виступити проти Шахруха. 1418 року Кайду було схоплено та відправлено до Герату. Подальша доля невідома. Новим намісником Кабулу і Кандагару став Суюрґатмиш, син Шахрух Мірзи.